# Mimocrossotus rhodesianus
Mimocrossotus rhodesianus är en skalbaggsart som beskrevs av Stefan von Breuning 1972. Mimocrossotus rhodesianus ingår i släktet Mimocrossotus och familjen långhorningar.
Artens utbredningsområde är:
- Botswana.
- Kenya.
- Zimbabwe.

Inga underarter finns listade i Catalogue of Life.